# Premi Espasa d'assaig
El Premi Espasa d'assaig és un premi literari atorgat, des de 1984, per l'Editorial Espasa Calpe per a la difusió de treballs periodístics, de reflexió o de divulgació escrits en castellà.

## Guardonats
- 2019 Elvira Roca Barea, Fracasología. España y sus élites: de los afrancesdos a nuestros días
- 2018 Sergio del Molino, Lugares fuera de sitio
- 2017 Stanley G. Payne, En defensa de España: desmontando mitos y leyendas negras
- 2016 Ángela Rodicio, Las novias de la Yihad
- 2015 Fernando Trias de Bes, El libro prohibido de la economía
- 2014 Risto Mejide, Urbrands
- 2013 Mario Alonso Puig, El cociente agallas. Si cambias tu mente, cambias tu vida
- 2012 Leopoldo Abadía, El economista esperanzado
- 2011 Diego Carcedo, Entre bestias y héroes
- 2010 Manuel Cruz, Amo, luego existo. Los filósofos y el amor
- 2009 Abel Hernández, Suárez y el Rey
- 2008 Ana Ramírez Cañil, La mujer del maquis
- 2007 Albert Boadella, Adiós Cataluña. Crónicas de amor y de guerra
- 2006 Víctor Gómez Pin, Entre lobos y autómatas
- 2005 Irene Lozano, Lenguas de guerra
- 2004 Daniel Innerarity, La sociedad invisible
- 2003 Juan Antonio Rivera, Lo que Sócrates diría a Woody Allen
- 2002 Arcadi Espada, Diarios
- 2001 José María Calleja, ¡Arriba Euskadi! La vida diaria en el País Vasco
- 2000 Luis Racionero, El progreso decadente
- 1999 Antonio Escohotado, Caos y orden
- 1998 Vicente Verdú, Señoras y señores
- 1997 Jon Juaristi, El bucle melancólico
- 1996 Manu Leguineche, Los ángeles pérdidos
- 1995 Luis Rojas Marcos, Las semillas de la violencia
- 1994 Fernando Arrabal, La dudosa luz del día
- 1993 Ramón Tamames, La España alternativa
- 1992 Margarita Rivière, Lo cursi y el poder de la moda
- 1991 Enrique Gil Calvo, Estado de fiesta
- 1990 Victòria Camps i Cervera, Virtudes públicas
- 1989 Justino Sinova, Miguel A. Quintanilla, Ramón Vargas-Machuca, La utopía racional
- 1988 Amando de Miguel, La España oculta, la España sumergida
- 1987 Salvador Giner de San Julián, El destino de la libertad
- 1986 Javier Tusell, Los hijos de la sangre y José María de Areilza, La Europa que queremos
- 1985 Va ser declarat desert
- 1984 Olegario González de Cardedal, El poder y la conciencia